# Per Ängquist
Per Axel Ängquist, född 21 maj 1969 i Österhaninge församling, Stockholms län, är en svensk ämbetsman och politiker. Han är sedan 2019 generaldirektör för Kemikalieinspektionen.
Mellan 1988 och 1993 studerade Ängquist agronomi vid Sveriges Lantbruksuniversitet där han tog examen 1998. Han har en bakgrund på Naturskyddsföreningen där han arbetat som politisk sekreterare samt pressekreterare. Han har även varit omvärldsanalytiker på analysföretaget United Minds samt politiskt sakkunnig vid Näringsdepartementet. Mellan 2006 och 2014 var Ängquist kanslichef vid Miljöpartiet innan han utsågs till statssekreterare i samordningskansliet på Statsrådsberedningen efter riksdagsvalet 2014. I samband med att Karolina Skog utnämndes till miljöminister 2016 utsågs Ängquist till statssekreterare på Miljö- och energidepartementet. 2019 utnämndes han till generaldirektör i Kemikalieinspektionen.
Ängquist var som ung aktiv i Grön Ungdom och var den förste på posten som sammankallande i förbundsstyrelsen.